# Резня в Коте
Резня в Коте (Котская бойня, непальск. कोत पर्व) — дворцовый переворот в Непале 14 сентября 1846 года, в ходе которого тогдашний придворный военачальник, каджи Джанг Бахадур Кунвар и его братья убили в оружейной палате («Кот») дворца Хануман Дхоки в Катманду не менее 30—40 гражданских, представителей знати, военных офицеров и дворцовой стражи, включая премьер-министра Непала и родственника короля Чаутарью Фатех Джунг Шаха и других высокопоставленных министров и армейских генералов.
Собрание в Коте было созвано королевой Раджьей Лакшмидеви в ответ на убийство её фаворита Гагана Сингха Бхандари. Встреча вылилась в беспорядочную резню представителей ведущих феодальных семейств страны, в ходе которой братья Джанг и их сторонники, опираясь на поддержку армии и английской Ост-Индийской компании, устранили конкурентов в борьбе за контроль над Непалом. Эта резня привела к потере власти такими политическими кланами, как Чаутарья, Панде, Тапа и Басньят, а также королём Раджендрой Бикрам Шахом и королевой (махарани) Раджьей Лакшмидеви — и, в конечном итоге, к приходу к власти на должности премьер-министра (шри тин махарадж) Джанг Бахадура, установившем в Непале автократию основанной им династии Рана.

## Предпосылки
Поводом для бойни стала межклановая усобица — наследник престола Сурендра снискал сомнительную славу тем, что утешения ради бросал служанок в пруд и привязывал к ногам слонов слуг, поэтому партия, группировавшаяся вокруг энергичной младшей королевы Лакшмидеви, собиралась возвести на престол её сына. Занятые междоусобной борьбой вельможи не смогли своевременно объединиться и оказать эффективное сопротивление новому претенденту на власть — молодому и амбициозному генералу Джангу Бахадуру (настоящее имя Бир Нарсингх Кунвар) из незнатного служилого рода Кунвар. В своём стремлении к власти он использовал недовольство мелких джагирдаров и общинной верхушки, составлявших костяк армии, ущемлением их интересов аристократией и частыми перетасовками в дарбаре. 17 мая 1845 года по приказу Джанг Бахадура было организовано убийство премьер-министра Матабар Сингха Тхапы.
На пике нестабильности в непальской политике в сентябре 1845 года было сформировано коалиционное министерство, которое возглавил Фатех Джанг Чаутарья, но реальная власть была в руках генерала Гаган Сингха Хаваса, контролировавшего семь армейских полков (в противовес трём под контролем премьер-министра — столько же было под началом Джанг Бахадура Кунвара). Гаган Сингх Бхандари считался фаворитом махарани Раджьи Лакшмидеви — поскольку король был психически неспособен править, именно его супруга занималась государственными делами от его имени, и в этом качестве регулярно беседовала с генералом.
Гаган Сингх Бхандари был найден мёртвым на балконе своего дворца ночью 16 сентября 1846 года — он был убит во время богослужения в своей молитвенной комнате. В ответ королева приказала Бахадуру, который оказался наготове со своими полками, немедленно собрать всю военную и административную верхушку столицы во дворе дворцовой оружейной палаты. Следуя приказу королевы, Джанг Бахадур приказал своим людям впускать людей внутрь арсенала Кот, но не выпускать их без приказа сверху.

## Ход событий
Придворные поспешили к Коту, как только услышали приказ королевы. Многие из них были безоружны, имея при себе только меч, так как откликнулись на королевский призыв немедленно; у других большую часть оружия отобрали войска, выделенные Джангом Бахадуром. Королева Лакшми Деви и король Раджендра Бикрам Шах также присутствовали в Коте.
Почти в полночь большинство придворных собралось во дворце, преисполненные страхов и подозрений. Генерал Абхиман Сингх Рана Магар говорил о возможности резни с также находящимся здесь вместе со своей супругой Лакшмидеви королём. Присутствие последнего успокоило некоторых присутствующих.
Джанг Бахадур отправил своего младшего брата Бам Бахадура доставить задерживающегося премьер-министра Чаутарью Фатех Джанг Шаха. Тем временем между представителями феодальных родов накалялись страсти. В своей эмоциональной речи королева публично обвинила в совершённом преступлении лидера одной из аристократических фракций, каджи Бир Кешара Панде, и потребовала от Абхимана Сингха Рана Магара казнить его. Однако военачальник заколебался, а король также призвал наказать виновных только после надлежащего расследования дела, заявил, что ему нужно обсудить этот вопрос с премьер-министром, и ушёл, отправившись сперва в британскую резиденцию, где ему в такой поздний час отказали в аудиенции, а затем в дворец Нараянхити, где пообщался с премьер-министром наедине. При этом либо король Раджендра не захотел раскрывать всей информации, либо Фатех Джанг не понял сути происходящего, но в Кот первый министр отправился с простой охраной.
Когда он прибыл к арсеналу, окружённому войсками Джанг Бахадура, напряжение там продолжало нарастать. Видя высокую вероятность кровопролития, Джанг Бахадур и Фатех Джанг решили успокоить королеву и отправились на её поиски, а Абхиман Сингх Рана Магар — двинуть свои полки в Кот, но его отказались выпустить из здания. Попытавшись вырваться наружу, Абхиман Сингх был убит.
Паника спровоцировала кровопролитие, и в ход пошли ножи и мечи собравшихся. Многие представители семейств Тапа, Панде и Басньят погибли, в том числе премьер-министр Фатех Джанг, Хадга Бикрам Шах и Далбханджан Панде. «Случайному» свидетелю Джанг Бахадуру с верными ему войсками осталось только завершить кровавое побоище, когда значительная часть верхушки непальского дворянства была истреблена собственными же руками — он легко воспользовался ситуацией, чтобы устранить своих соперников. Впрочем, официальная версия, по которой Джанг Бахадур лишь покарал оставшихся в живых смертью за убийства, подвергалась сомнению — он вполне мог учинить бойню с самого начала руками своих воинов. В результате резни были убиты, по разным данным, порядка 30—40 либо 55 (по официальному списку) представителей влиятельных родов, а также их слуги — общее количество убитых оценивается в сотню человек. При этом месяц спустя, 31 октября 1846 года Джанг Бахадур осуществил ещё одну резню — в саду Бхандаркхал.

## Последствия
На следующий же день после резни Джанг Бахадур был назначен королевой премьер-министром и главнокомандующим, взяв себе новое фамильное имя — Рана. В стране вплоть до революции 1951 года и установилось авторитарное правление махараджей из династии Рана, высшие посты стали наследственной монопольной привилегией её представителей, король оставался лишь номинальным главой государства, а сам Непал де-факто стал британским протекторатом.
Королева, способствовавшая подъему основателя этой «премьерской» династии, и король, пытавшийся отсидеть кровопролитие в английской резиденции, куда его, правда, не пустили, были «щедро вознаграждены»: Лакшмидеви обвинили в заговоре против Рана, чету монархов выслали из Непала, а короля в итоге заставили отречься от престола.
По официальному обвинению, махарани Лакшмидеви сговорилась с представителями одной из последних ведущих дворянских семей, Басньят, устранить Джанг Бахадура, чувствуя, что он представляет угрозу её власти. Однако главари «Басньятского заговора» были выданы, схвачены и казнены в Бхандархал-Парве по обвинению в организации покушении на нового первого министра. Собрание высокопоставленных лиц, заполненное сторонниками Раны, признало королеву виновной в соучастии в заговоре, лишило её полномочий и отправило в изгнание в индийский город Варанаси вместе с королём Раджендрой.
Поговаривали, что король начал планировать свое возвращение из Индии, так что Джанг Бахадур Рана 12 мая 1847 года сообщил войскам о деятельности изгнанного короля, объявил о его свержении и возвёл на престол сына Раджендры как Сурендру Бикрам Шаха. Низложенный король был схвачен в том же году в тераях и доставлен в плен в Бхадгаон, где провёл остаток жизни под домашним арестом.